# سنغر (ماكو)
سنغر هي قرية في مقاطعة ماكو، إيران. يقدر عدد سكانها بـ 780 نسمة بحسب إحصاء 2016.